# Ermelinda Lopes de Vasconcelos
Ermelinda Lopes de Vasconcelos (Porto Alegre, 23 de setembro de 1866 - Niterói, 1952) foi uma médica brasileira, a segunda médica formada no Brasil e primeira no Rio de Janeiro.
Filha de Joaquim Lopes de Vasconcelos e Firmiana dos Santos, aos 8 anos, mudou-se com a família para o Rio de Janeiro, onde seu pai trabalhou como guardador de livros na Companhia de Navegação Fluvial. Formou-se na Escola Normal de Niterói, em 1881, e, em 1884, após muita insistência para que seu pai consentisse, matriculou-se na Faculdade de Medicina do Rio de Janeiro, obtendo o grau de doutora em 1888 com a defesa da tese: "Formas clínicas das meningites na criança: diagnóstico diferencial", cuja banca avaliadora fora presidida pelo imperador D. Pedro II. Foi, então, a primeira mulher a se formar médica no Rio de Janeiro e a segunda no Brasil, após Rita Lobato, também gaúcha, que, embora tenha iniciado seus estudos no Rio de Janeiro, transferiu-se para a Faculdade de Medicina da Bahia, onde concluiu o curso médico em 1887.
Em reação à recente formatura da primeira mulher na Faculdade de Medicina do Rio de Janeiro, Sílvio Romero, notório escritor e historiador brasileiro, publicou uma crônica intitulada "Machona", na qual hostiliza:
| “ | Esteja certo a doutora que seus pés de machona não pisarão o meu lar. | ” |

Ironicamente, a médica teria sido chamada para realizar o parto de sua esposa anos depois.
Casou-se em 1889 com o colega Dr. Alberto de Sá, ginecologista e obstetra, filho do jornalista e médico Dr. Gustavo de Sá. Continuou os estudos, em 1900, na Europa, aperfeiçoando-se na França, Inglaterra e Alemanha. Dedicou-se, também, à ginecologia e obstetrícia durante sua longa carreira e, acredita-se, chegou a realizar mais de 10 mil partos.

## Morte
Ermelinda faleceu em Niterói, em 1952.